# Omotopia

Illustrazione di una omotopia fra due curve, e

In topologia, due funzioni continue da uno spazio topologico {\displaystyle X} ad un altro {\displaystyle Y} sono dette omotope (dal greco homos = identico e topos = luogo) se una delle due può essere "deformata con continuità"  nell'altra, e tale trasformazione è detta omotopia fra le due funzioni. 
Un uso importante dell'omotopia è nella definizione dei gruppi di omotopia (il più importante fra questi è il gruppo fondamentale), invarianti molto importanti per distinguere spazi topologici non omeomorfi e per formalizzare rigorosamente nozioni intuitive quali "il numero di buchi" di uno spazio. L'omotopia definisce una relazione di equivalenza sull'insieme delle funzioni continue da {\displaystyle X} ad {\displaystyle Y}.

## Definizione formale

Un'omotopia fra una tazza ed una ciambella.

Formalmente, un'omotopia fra due funzioni continue {\displaystyle f} e {\displaystyle g} da uno spazio topologico {\displaystyle X} a uno spazio topologico {\displaystyle Y} è una funzione continua {\displaystyle H\colon X\times [0,1]\to Y} dal prodotto dello spazio {\displaystyle X} con l'intervallo unitario {\displaystyle [0,1]} a {\displaystyle Y} tale che, per tutti i punti {\displaystyle x} in {\displaystyle X}, {\displaystyle H(x,0)=f(x)} e {\displaystyle H(x,1)=g(x)}.
Se pensiamo al secondo parametro di {\displaystyle H} come il "tempo", allora {\displaystyle H} descrive una "deformazione continua" di {\displaystyle f} in {\displaystyle g}: al tempo {\displaystyle 0} abbiamo la funzione {\displaystyle f}, al tempo {\displaystyle 1} abbiamo la funzione {\displaystyle g}.

## Esempi
Due funzioni continue {\displaystyle f,g\colon \mathbb {R} ^{n}\to \mathbb {R} ^{m}} qualsiasi fra spazi euclidei sono omotope. Si può infatti trasformare con continuità l'una nell'altra con la seguente omotopia: 
{\displaystyle G\colon \mathbb {R} ^{n}\times [0,1]\to \mathbb {R} ^{m}}
{\displaystyle G(x,t)=tf(x)+(1-t)g(x)}
Lo stesso risultato vale per una qualsiasi coppia di funzioni {\displaystyle f,g\colon X\to \mathbb {R} ^{m}} definite su uno spazio topologico {\displaystyle X} arbitrario. Notiamo che, anche se {\displaystyle f} e {\displaystyle g} sono iniettive, la "deformazione al tempo {\displaystyle t}" data da {\displaystyle tf(x)+(1-t)g(x)} può non essere iniettiva.

## Proprietà

### Relazione di equivalenza
Essere omotopi è una relazione di equivalenza sull'insieme di tutte le funzioni continue da {\displaystyle X} a {\displaystyle Y}.  Questa relazione di omotopia è compatibile con la composizione di funzioni in questo senso: se {\displaystyle f_{1},g_{1}\colon X\to Y} sono omotope, e {\displaystyle f_{2},g_{2}\colon Y\to Z} sono omotope, allora anche le loro composizioni {\displaystyle f_{2}\circ f_{1}\colon X\to Z} e {\displaystyle g_{2}\circ g_{1}\colon X\to Z} sono omotope.
Una funzione {\displaystyle f\colon X\to Y} è detta omotopicamente nulla se è omotopa a una funzione costante. Se {\displaystyle Y} è connesso per archi, le funzioni costanti da {\displaystyle X} in {\displaystyle Y} sono tutte omotope fra loro. Uno spazio topologico connesso per archi {\displaystyle X} per cui ogni funzione continua {\displaystyle f\colon X\to X} è omotopicamente nulla si dice contrattile o contraibile. Per quanto visto sopra, uno spazio euclideo è contrattile. Intuitivamente, uno spazio contrattile può essere "contratto ad un punto" in modo continuo.
Uno spazio {\displaystyle X} è contrattile se e solo se la applicazione identica da {\displaystyle X} in sé è omotopicamente nulla.

### Spazi omotopicamente equivalenti
Dati due spazi {\displaystyle X} e {\displaystyle Y}, diciamo che sono omotopicamente equivalenti, oppure che hanno lo stesso tipo di omotopia se esistono due funzioni {\displaystyle f\colon X\to Y} e {\displaystyle g\colon Y\to X} tali che {\displaystyle g\circ f} è omotopa alla funzione identità {\displaystyle \mathrm {id} _{X}} su {\displaystyle X} e {\displaystyle f\circ g} è omotopa alla funzione identità {\displaystyle \mathrm {id} _{Y}} su {\displaystyle Y}. Le applicazioni {\displaystyle f} e {\displaystyle g} sono dette equivalenze di omotopia. 
Si dimostra facilmente che uno spazio {\displaystyle X} è contrattile se e solo se è omotopicamente equivalente allo spazio topologico {\displaystyle P} fatto da un punto solo. Chiaramente, ogni omeomorfismo è una equivalenza di omotopia, ma il contrario non è sempre vero: uno spazio euclideo è contrattile, ma non è omeomorfo ad un punto.
Intuitivamente, due spazi {\displaystyle X} e {\displaystyle Y} sono omotopicamente equivalenti se possono essere trasformati l'uno nell'altro con operazioni di deformazione, contrazione ed espansione. Ad esempio, una palla è omotopicamente equivalente ad un punto, mentre {\displaystyle \mathbb {R} ^{2}\setminus \{(0,0)\}} è omotopicamente equivalente alla circonferenza {\displaystyle S^{1}}.
Uno spazio omotopicamente equivalente a un punto è detto contrattile o contraibile. Esempi di spazi contraibili sono la palla {\displaystyle n}-dimensionale e {\displaystyle \mathbb {R} ^{n}}, per qualsiasi {\displaystyle n}. Un altro esempio è la superficie dell'ipersfera {\displaystyle S^{n}} per {\displaystyle n} dispari, che possiede una caratteristica di Eulero {\displaystyle \chi =0}, pari a quella del punto (per {\displaystyle n} pari, la caratteristica vale {\displaystyle 2}, come quella della superficie sferica).

### Proprietà invarianti per omotopia
Molte delle proprietà invarianti per omeomorfismo sono in verità invarianti anche per omotopia. Se {\displaystyle X} e {\displaystyle Y} sono omotopicamente equivalenti, allora
- se {\displaystyle X} è connesso, allora lo è anche {\displaystyle Y}
- se {\displaystyle X} è connesso per archi, allora lo è anche {\displaystyle Y}
- se {\displaystyle X} e {\displaystyle Y} sono connessi per archi, allora i gruppi fondamentali di {\displaystyle X} e {\displaystyle Y} sono isomorfi, così come i gruppi di omotopia superiori.
- in particolare, se {\displaystyle X} è semplicemente connesso, allora lo è anche {\displaystyle Y}
- i gruppi di omologia e di coomologia di {\displaystyle X} e {\displaystyle Y} sono isomorfi
- il genere di una superficie è invariante per omotopia.

In particolare, uno spazio contraibile è semplicemente connesso. Non vale il contrario: la sfera {\displaystyle S^{n}} è semplicemente connessa per ogni {\displaystyle n} maggiore di 1 e non contraibile.
D'altra parte, esistono concetti che distinguono spazi omotopi ma non omeomorfi. Esistono esempi di spazi {\displaystyle X} e {\displaystyle Y} omotopicamente equivalenti dove:
- {\displaystyle X} è compatto e {\displaystyle Y} no ({\displaystyle X} è un punto e {\displaystyle Y} uno spazio euclideo)
- {\displaystyle X} è una varietà topologica o differenziabile e {\displaystyle Y} no
- {\displaystyle X} e {\displaystyle Y} sono varietà topologiche di dimensioni diverse
- {\displaystyle X} e {\displaystyle Y} hanno omologia a supporto compatto diversa

## Categoria delle omotopie e invarianti per omotopie
Più in astratto, si può ricorrere ai concetti della teoria delle categorie. Si può definire una categoria delle omotopie, i cui oggetti sono spazi topologici, e i cui morfismi sono classi di omotopia di applicazioni continue. Due spazi topologici {\displaystyle X} e {\displaystyle Y} sono isomorfi in questa categoria se e solo se sono omotopicamente equivalenti.
Un invariante per omotopie è una qualsiasi funzione sullo spazio (o sulle applicazioni), che rispetta la relazione di equivalenza di omotopia (risp. omotopia); tali invarianti fanno parte della teoria delle omotopie.
Un esempio di invariante per omotopie è il gruppo fondamentale di uno spazio.
Nella pratica, la teoria delle omotopie è portata avanti lavorando su CW-complessi, per comodità tecnica.

## Omotopia relativa
È necessario definire la nozione di omotopia relativa a un sottospazio, in modo particolare per definire il gruppo fondamentale. Esistono omotopie che mantengono fissi gli elementi di un sottospazio. Formalmente: se {\displaystyle f} e {\displaystyle g} sono applicazioni continue da {\displaystyle X} a {\displaystyle Y} e {\displaystyle K} è un sottoinsieme di {\displaystyle X}, allora diciamo che {\displaystyle f} e {\displaystyle g} sono omotope relativamente a {\displaystyle K} se esiste una omotopia {\displaystyle H\colon X\times [0,1]\to Y} tra {\displaystyle f} e {\displaystyle g} tale che {\displaystyle H(k,t)=f(k)=g(k)} per ogni {\displaystyle k\in K} e {\displaystyle t\in [0,1]}.

## Isotopia
Nel caso in cui le due funzioni continue date {\displaystyle f} e {\displaystyle g} dallo spazio topologico {\displaystyle X} allo spazio topologico {\displaystyle Y} siano un omeomorfismo con l'immagine (cioè, sono un omeomorfismo se ristrette da {\displaystyle X} alla loro immagine), si può chiedere se possano essere connesse 'attraverso omeomorfismi con l'immagine'. Questo dà origine al concetto di isotopia, cioè una omotopia {\displaystyle H} (nella notazione usata precedentemente) tale che per ogni {\displaystyle t} fissato, {\displaystyle H(x,t)} è un omeomorfismo sull'immagine.
La richiesta che due funzioni siano isotope è una richiesta molto più forte rispetto alla richiesta di omotopia. Ad esempio:
- l'applicazione dal disco unitario in {\displaystyle \mathbb {R} ^{2}} definita da {\displaystyle f(x,y)=(-x,-y)}, che consiste in una rotazione di 180 gradi rispetto all'origine, è isotopa alla mappa identica: le due mappe possono essere connesse da rotazioni di angolo {\displaystyle \alpha } con {\displaystyle \alpha } che varia da 0 gradi a 180
- l'applicazione dall'intervallo {\displaystyle [-1,1]} in {\displaystyle \mathbb {R} } definita da {\displaystyle f(x)=-x} non è isotopa all'identità! (d'altro canto, tutte le mappe a valori in {\displaystyle \mathbb {R} } sono omotope, perché {\displaystyle \mathbb {R} } è contrattile)
- In generale, l'applicazione dalla palla in {\displaystyle \mathbb {R} ^{n}} definita da {\displaystyle f(v)=-v} è isotopa all'identità se e solo se {\displaystyle n} è pari: questo perché per {\displaystyle n} dispari tale mappa cambia l'orientazione della palla.

### Isotopia ambiente
Una isotopia ambiente di uno spazio topologico {\displaystyle X} è una isotopia fra la funzione identità {\displaystyle \mathrm {id} \colon X\to X} ed un altro omeomorfismo {\displaystyle f\colon X\to X}. 
L'isotopia ambiente è usata per costruire relazioni di equivalenza fra sottospazi di alcuni spazi topologici, ad esempio nella teoria dei nodi: quando è sensato considerare due nodi equivalenti? Prendiamo due nodi {\displaystyle K_{1}} e {\displaystyle K_{2}} in uno spazio a tre dimensioni. L'idea intuitiva di "deformazione" di un nodo nell'altro corrisponde proprio ad una isotopia ambiente fra la funzione identità {\displaystyle \mathrm {id} \colon \mathbb {R} ^{3}\to \mathbb {R} ^{3}} ed un omeomorfismo {\displaystyle f\colon \mathbb {R} ^{3}\to \mathbb {R} ^{3}} che porta il primo nodo nel secondo, cioè tale che {\displaystyle f(K_{1})=K_{2}}.